# Торчани
Торчани или Торча́не — деревня в Островском районе Псковской области. Входит в Воронцовскую волость.
Располагается в примерно в пятидесяти километрах юго-восточнее от города Острова, и 30 км севернее Пушкинских Гор и Новоржева.

## Население
| 2001 | 2002 | 2010 |
| ---- | ---- | ---- |
| 74   | ↗80  | ↘40  |

Численность населения деревни по состоянию на 2000 год составляет 74 жителя.

## История
До апреля 2015 года деревня входила в состав Шиковской волости (до 1995 года — Шиковского сельсовета).